# Dilan Gwyn
Dilan Gwyn (* 4. Juni 1987 oder 4. Juni 1994 in Stockholm) ist eine schwedische Schauspielerin.

## Leben
Dilan Gwyn wurde als Tochter kurdischstämmiger Eltern in Stockholm geboren, wo sie auch aufwuchs. Ihre Eltern flohen vor ihrer Geburt gemeinsam mit ihrer älteren Schwester aus der Türkei nach Schweden. Ihr Vater war Journalist und Aktivist für die Rechte der Kurden. Nach dem Schulbesuch studierte sie Französisch an der Sorbonne in Paris und Film an der Universität Stockholm. 2008 begann sie eine Schauspielausbildung an der American Academy of Dramatic Arts, die sie 2010 abschloss. Das erste Jahr absolvierte sie in Los Angeles, das zweite in New York City.
2014 war sie im Fantasyfilm Dracula Untold zu sehen, in der Historienserie Da Vinci’s Demons verkörperte sie in drei Folgen die Rolle der Yana. In der Fernsehserie Beyond des US-amerikanischen Senders Freeform übernahm sie von 2017 bis 2018 an der Seite von Burkely Duffield die Rolle der Willa Frost. In der deutschsprachigen Fassung wurde sie von Marcia von Rebay synchronisiert.
2019 gehörte sie unter anderem neben Amira Casar und Nanna Blondell zum Ensemble von Caroline Fourests Debütfilm Soeurs d’armes / Sisters In Arms. Ab 2019 war sie in der schwedischen Serie Einfach Liebe – Onlinedates und Neuanfänge als Elsa zu sehen. Im Horrorfilm The Evil Next Door hatte sie 2020 an der Seite von Linus Wahlgren als ihr Freund Fredrik eine Hauptrolle als Shirin.

## Filmografie (Auswahl)
- 2007: Workshopen (Kurzfilm)
- 2011: The Delivery (Kurzfilm)
- 2011: Black Coffee (Kurzfilm)
- 2012: Shoo bre
- 2012: Plastic Films
- 2014: Da Vinci’s Demons (Fernsehserie)
- 2014: Dracula Untold
- 2015: K7 (Kurzfilm)
- 2015: Là où Atilla passe...
- 2017–2018: Beyond (Fernsehserie)
- 2018: Heretiks
- 2018: Lyckligare kan ingen vara
- 2018: The Convent
- 2019: Soeurs d’armes / Operation Red Snake – Band of Sisters
- 2019–2021: Einfach Liebe – Onlinedates und Neuanfänge (Älska mig, Fernsehserie)
- 2020: The Evil Next Door (Andra sidan)
- 2020: Paragon: The Shadow Wars (Fernsehserie)
- 2021: Two Sisters (Två systrar, Fernsehserie)
- 2022: The Woman Under the Bed
- 2022: Göta kanal – Vinna eller försvinna
- 2022: Kronprinsen som försvann (Fernsehserie)